# فردریک کیسلر
فردریک جان کیسلر (به انگلیسی: Frederick John Kiesler) متولد ۱۸۹۰ هنرمند و معمار آمریکایی اتریشی-مجاری الاصل قرن بیستم بود.
او را به دلیل ایده‌های ارگانیک و فضاهای منحنی‌اش در معماری می‌شناسند. «خانهٔ بی‌انتها» (به انگلیسی: endless house) یک نمونه از اینگونه آثار اوست.او مدتی با آدلف لوس کار کرده است.
کیسلر در سال ۱۹۶۵ در نیویورک درگذشت.